# M.I.U. Album
| 전문가 평가                   | 전문가 평가 |
| 평가 점수                     | 평가 점수   |
| 출처                          | 점수        |
| ----------------------------- | ----------- |
| AllMusic                      | [ 1 ]       |
| Blender                       | [ 2 ]       |
| Christgau's Record Guide      | C           |
| Encyclopedia of Popular Music | [ 4 ]       |
| MusicHound                    | woof!       |
| The Rolling Stone Album Guide | [ 6 ]       |

《M.I.U. Album》은 미국의 록 밴드 비치 보이스의 스물두 번째 정규 음반이다. 1978년 9월 25일에 발매된 이 음반은 리프리즈 레코드를 위한 그들의 마지막 녹음이 되었다. 밴드 역사상 가장 신랄한 시기 중 하나 동안 녹음된 이 음반에는 마이크 러브, 앨 자딘, 브라이언 윌슨만이 일관되게 등장하며 칼과 데니스 윌슨의 기여는 소수의 트랙에 한정되어 있다. 자딘과 비치 보이스의 투어 멤버 론 알트바흐가 총괄 프로듀서 브라이언 윌슨의 이름으로 프로듀싱한 이 음반의 제목은 음반의 대부분을 녹음한 아이오와주 페어필드의 마하리시 국제 대학교에서 따왔다.

## 배경
그들의 마지막 음반인 《M.I.U. Album》은 대부분 마이크 러브의 제안으로 아이오와주에 있는 마하리시 국제 대학교에서 녹음되었다. 그것은 주로 앨 자딘과 비치 보이스의 투어 멤버 론 알트바흐가 프로듀싱을 맡았다. 데니스와 칼 윌슨의 기여는 제한적이었다. 1992년 인터뷰에서 《M.I.U. Album》을 회상하면서, 러브는 "거기에는 몇 가지 멋진 보석들이 있지만 일관성이 없었다"고 말했다.
1995년 브라이언 윌슨은 자신이 이 기간 동안 "정신적 공백"을 겪었다고 주장하며 음반을 만든 기억이 없다고 말했다. 그는 이 음반의 "총괄 프로듀서"로 인정받았지만, 전기 작가 피터 에임스 칼린에 따르면 계약상의 이유로 이 공로를 인정했을 가능성이 높다고 한다. 윌슨의 전 경호원 스탠 러브는 "브라이언은 시간을 보내고 있었지만 너무 행복하지는 않았습니다. 그는 우울했고 약물치료를 받고 있었습니다." 스탠은 윌슨이 그의 밴드 동료들을 개인적으로 원망했기 때문에 그들을 프로듀싱하고 싶지 않았다고 덧붙였다. 특히, "브라이언은 더 이상 마이크와 함께 글을 쓰고 싶지 않았지만, 물론 마이크는 잘 버티려고 노력했습니다."

## 곡 목록
| #  | 제목                         | 작사·작곡                               | 리드 보컬              | 재생 시간 |
| -- | ---------------------------- | --------------------------------------- | ---------------------- | --------- |
| 1. | 〈She's Got Rhythm〉         | 브라이언 윌슨, 마이크 러브, 론 알트바흐 | B. 윌슨                | 2:27      |
| 2. | 〈Come Go with Me〉          | C.E. 퀵                                 | 앨 자딘                | 2:06      |
| 3. | 〈Hey Little Tomboy〉        | B. 윌슨                                 | 러브, C. 윌슨, B. 윌슨 | 2:25      |
| 4. | 〈Kona Coast〉               | 앨 자딘, 러브                           | 러브, 자딘             | 2:39      |
| 5. | 〈Peggy Sue〉                | 버디 홀리, 제리 앨리슨, 노먼 페티       | 자딘                   | 2:15      |
| 6. | 〈Wontcha Come Out Tonight〉 | B. 윌슨, 러브                           | B. 윌슨, 러브          | 2:30      |

| #  | 제목                        | 작사·작곡               | 리드 보컬   | 재생 시간 |
| -- | --------------------------- | ----------------------- | ----------- | --------- |
| 1. | 〈Sweet Sunday Kinda Love〉 | B. 윌슨, 러브           | C. 윌슨     | 2:42      |
| 2. | 〈Belles of Paris〉         | B. 윌슨, 러브, 알트바흐 | 러브        | 2:27      |
| 3. | 〈Pitter Patter〉           | B. 윌슨, 러브, 자딘     | 러브, 자딘  | 3:14      |
| 4. | 〈My Diane〉                | B. 윌슨                 | 데니스 윌슨 | 2:37      |
| 5. | 〈Match Point of Our Love〉 | B. 윌슨, 러브           | B. 윌슨     | 3:29      |
| 6. | 〈Winds of Change〉         | 알트바흐, 에드 툴레자   | 자딘, 러브  | 3:14      |